# Torslunde
Torslunde is een plaats in de Deense regio Hovedstaden, gemeente Ishøj. De plaats telt 223 inwoners (2008).